# Embaixada da Nigéria em Brasília
A Embaixada do Nigéria em Brasília é a principal representação diplomática nigeriana no Brasil. O atual embaixador é Christopher John Nonyelum Okeke, no cargo desde setembro de 2017.
Está localizada no Setor de Embaixadas Norte, na Asa Norte.

## História
As relações diplomáticas entre Brasil e Nigéria começam em 1960, após a independência do país africano. Assim como outros países, o Nigéria receberam um terreno de graça, medida que visava a instalação mais rápida das representações estrangeiras na nova capital. Os nigerianos se instalaram no Setor de Embaixadas Norte.
A Embaixada do Brasil na Nigéria foi inaugurada em 1961 e em 1996 acontece a instalação da embaixada em Brasília.

## Serviços
A embaixada realiza os serviços protocolares das representações estrangeiras, como o auxílio aos nigerianos que moram no Brasil e aos visitantes vindos do Nigéria e também para os brasileiros que desejam visitar ou se mudar para o país africano - estima-se que cerca de duzentos brasileiros vivam na Nigéria, a maioria em Lagos, a maior cidade do país. A embaixada em Brasília é a única opção consular da Nigéria no Brasil.
Outras ações que passam pela embaixada são as relações diplomáticas com o governo brasileiro, nas áreas política, econômica, cultural e científica. A Nigéria é o único país da África Ocidental com o qual o Brasil mantém um Mecanismo de Diálogo Estratégico, onde os dois países estabelecem colaborações em agricultura, segurança alimentar e desenvolvimento agrário, temas consulares e jurídicos, defesa, comércio e investimentos.